# Spoorloos verdwenen
Spoorloos verdwenen was een Nederlandse politieserie, waarin een Rotterdams rechercheteam vermiste personen opspoort. Hierbij gaat het vooral om ‘wat is er gebeurd?’ en is het van minder belang 'wie het heeft gedaan.'
De afleveringen van Spoorloos verdwenen zijn gebaseerd op waargebeurde verhalen en zijn geschreven door onder anderen Paul Ruven, Tomas Ross, Marian Batavier en Daniël Hogendoorn.
Seizoen 1 werd vanaf 5 januari 2006 wekelijks uitgezonden door de AVRO op Nederland 2 en speelde zich af in de omgeving van Zaandam. Seizoen 2 werd wekelijks uitgezonden van 6 januari tot en met 10 maart 2007 op de AVRO op Nederland 1. Seizoen 3 werd uitgezonden in 2008. Paul Ruven was televisieproducent van het eerste seizoen en ontwikkelde het basisidee tot het format. De serie werd de laatste jaren opgenomen in Rotterdam en omgeving.
Tot december 2007 hebben de opnames voor het derde seizoen plaatsgevonden. Dit seizoen bevat eveneens 10 afleveringen en zou vanaf januari 2008 worden uitgezonden op Nederland 1, dit werd echter verschoven naar najaar 2008. De Vlaamse televisie zond de afleveringen echter al uit vanaf dinsdag 27 mei 2008.
In 2008 heeft de AVRO aangegeven dat er geen vierde seizoen van Spoorloos Verdwenen zou komen.

## Rolverdeling
| Acteur                | Personage        | Functie        | Seizoen | Seizoen | Seizoen | Totaal |
| Acteur                | Personage        | Functie        | 1       | 2       | 3       | Totaal |
| --------------------- | ---------------- | -------------- | ------- | ------- | ------- | ------ |
| Cas Jansen            | Timo de Braauw   | Rechercheur    | 13 afl. | 10 afl. | 10 afl. | 33     |
| Jennifer Hoffman      | Maxime Noordhof  | Rechercheur    | 13 afl. | 10 afl. | 10 afl. | 33     |
| Christine van Stralen | Rossie Goedthart | Secretaresse   | 13 afl. | 10 afl. | 10 afl. | 33     |
| Michiel Rampaart      | Kevin de Jong    | Computerexpert | 13 afl. | 10 afl. | 10 afl. | 33     |
| Margreet Blanken      | Heleen Mateur    | Rechercheur    | 13 afl. | 10 afl. | 3 afl.  | 26     |
| Chris Tates           | Nick van Dam     | Leidinggevende | 13 afl. | 9 afl.  |         | 22     |
| Ruurt de Maesschalck  | Raymond Berger   | Leidinggevende |         |         | 10 afl. | 10     |
| Hannah van der Sande  | Sarah Nauta      | Profiler       |         |         | 8 afl.  | 8      |

In de politieserie werden gastrollen gespeeld door onder anderen: Jacqueline Blom, Kees Boot, Carolina Dijkhuizen, Katja Herbers, Ricky Koole, Kasper van Kooten, Annet Malherbe, Hadewych Minis, Anniek Pheifer, Jeroen Spitzenberger, Mary-Lou van Stenis, Raymond Thiry, Carly Wijs, Leopold Witte en Helmert Woudenberg.